# Krzysztof Komornicki
Krzysztof Władysław Komornicki (ur. 20 marca 1942 w Krakowie, zm. 17 marca 2022 w Bystrzycy Kłodzkiej) – polski polityk, rolnik, działacz społeczny, poseł na Sejm X kadencji, w latach 1996–1997 prezes Polskiej Agencji Prasowej.

## Życiorys
Syn Juliusza i Anny Komornickich. Wywodził się z rodu Komornickich pieczętujących się herbem Nałęcz.
Studiował na Wydziale Historycznym Uniwersytetu Warszawskiego oraz w Instytucie Nauk Politycznych w Paryżu. Pracę zawodową rozpoczął w 1969 jako dziennikarz Polskiej Agencji Prasowej oraz „Interpressu”, w drugiej połowie lat 70. rozpoczął prowadzenie w Wójtowicach w Górach Bystrzyckich w Sudetach Środkowych gospodarstwa rolnego. Był publicystą „Polityki”, członkiem zespołu redakcyjnego miesięcznika „Zdanie”, działaczem Krajowego Związku Rolników, Kółek i Organizacji Rolniczych, przewodniczącym Stowarzyszenia „Klub Zdanie” i członkiem Stowarzyszenia „Kuźnica”.
W 1970 wstąpił do Polskiej Zjednoczonej Partii Robotniczej, do której należał do jej rozwiązania. Na początku lat 80. był zaangażowany w tworzenie struktur „poziomych” PZPR. W 1989 uzyskał mandat posła na Sejm kontraktowy z okręgu wałbrzyskiego. Na koniec kadencji należał do Poselskiego Klubu Pracy, nie ubiegał się o reelekcję. Zasiadał w Komisji Administracji i Spraw Wewnętrznych oraz w Komisji Spraw Zagranicznych.
Od 3 grudnia 1996 do 21 listopada 1997 był prezesem Polskiej Agencji Prasowej. Współtworzył kilka organizacji pozarządowych, w tym stowarzyszenie „Wybrani w Górach”, zajmujące się zrównoważonym rozwojem obszarów górskich. Koordynował projekt GEF/SGP dotyczący odbudowy botanicznych zasobów w Sudetach. W 2008 został międzynarodowym ekspertem jednego z projektów Organizacji Narodów Zjednoczonych do spraw Wyżywienia i Rolnictwa, realizowanego na terenie Turcji. Współautor (wraz z matką) tłumaczenia publikacji Biblia i archeologia Johna Arthura Thompsona (Instytut Wydawniczy „Pax”, Warszawa 1965). W 2005 poparł powstanie Partii Demokratycznej – demokraci.pl.
Został pochowany 24 marca 2022 na cmentarzu komunalnym w Polanicy-Zdroju.

## Odznaczenia i wyróżnienia
W 1982 otrzymał Brązowy Krzyż Zasługi. W 2008 Międzynarodowa Unia Ochrony Przyrody jako jednemu z siedmiu mężczyzn na świecie przyznała mu tytuł „Męskiego Wojownika” za działania na rzecz ochrony środowiska i promowanie równouprawnienia płci.